# Онајда (Илиноис)
Онајда (енгл. Oneida) град је у америчкој савезној држави Илиноис. По попису становништва из 2010. у њему је живело 700 становника.

## Демографија
Према попису становништва из 2010. у граду је живело 700 становника, што је 52 (6,9%) становника мање него 2000. године.
| Група             | 2000.       | 2010.       |
| Белци             | 734 (97,6%) | 686 (98,0%) |
| Афроамериканци    | 0 (0,0%)    | 2 (0,3%)    |
| Азијати           | 5 (0,7%)    | 1 (0,1%)    |
| Хиспаноамериканци | 10 (1,3%)   | 8 (1,1%)    |
| Укупно            | 752         | 700         |